# Natación en los Juegos Mediterráneos de 2009
La competición de natación en los Juegos Mediterráneos de 2009 se realizó en las Piscinas Le Naiadi de la ciudad de Pescara (Italia) entre el 27 de junio y el 1 de julio de 2009.

## Resultados

### Masculino
| Evento                           | Oro | Plata | Bronce                                                                                                   |
| -------------------------------- | --- | --- | --- |
| 50 m libre (28.06)               | Frédérick Bousquet Francia 21,17                                                                               | Alain Bernard Francia 21,62                                                                                       | Federico Bocchia · Italia · 22,05                                                                        |
| 100 m libre (29.06)              | Alain Bernard Francia 47,83                                                                                    | Filippo Magnini · Italia · 48,27                                                                                  | Nabil Kebbab Argelia 48,89                                                                               |
| 200 m libre (30.06)              | Oussama Mellouli Túnez 1:46,44                                                                                 | Ahmed Mathlouthi Túnez 1:47,00                                                                                    | Marco Belotti · Italia · 1:47,29                                                                         |
| 400 m libre (27.06)              | Oussama Mellouli Túnez 3:42,71                                                                                 | Samuel Pizzetti · Italia · 3:48,37                                                                                | Ahmed Mathlouthi Túnez 3:49,65                                                                           |
| 1500 m libre (01.07)             | Oussama Mellouli Túnez 14:38,01                                                                                | Federico Colbertaldo · Italia · 15:04,23                                                                          | Marcos Rivera Miranda · España · 15:11,60                                                                |
| 50 m espalda (27.06)             | Aschwin Wildeboer Faber · España · 24,73                                                                       | Camille Lacourt Francia 25,03                                                                                     | Jérémy Stravius Francia 25,04                                                                            |
| 100 m espalda (30.06)            | Aschwin Wildeboer Faber · España · 52,87                                                                       | Aristeides Grigoriadis · Grecia · 54,00                                                                           | Marco Di Tora · Italia · 54,45                                                                           |
| 200 m espalda (28.06)            | Aschwin Wildeboer Faber · España · 1:54,96                                                                     | Sebastiano Ranfagni · Italia · 1:58,59                                                                            | Damiano Lestigni · Italia · 1:59,96                                                                      |
| 50 m braza (01.07)               | Alessandro Terrin · Italia · 27,22                                                                             | Emil Tahirovič Eslovenia 27,27                                                                                    | Čaba Silađi Serbia 27,34                                                                                 |
| 100 m braza (27.06)              | Melquiades Álvarez · España · 1:00,45                                                                          | Čaba Silađi Serbia 1:00,68                                                                                        | Luca Pizzini · Italia · 1:01,26                                                                          |
| 200 m braza (29.06)              | Melquiades Álvarez · España · 2:09,69                                                                          | Edoardo Giorgetti · Italia · 2:10,11                                                                              | Romanos-Iasonas Alyfantis · Grecia · 2:11,54                                                             |
| 50 m mariposa (30.06)            | Mario Todorović · Croacia · 23,61                                                                              | Ivan Lenđer Serbia 23,65                                                                                          | Mattia Nalesso · Italia · 23,81                                                                          |
| 100 m mariposa (28.06)           | Ivan Lenđer Serbia 51,79,                                                                                      | Clément Lefert Francia 51,93                                                                                      | Peter Mankoč Eslovenia 52,06                                                                             |
| 200 m mariposa (01.07)           | Thomas Vilaceca Francia 1:57,77                                                                                | Francesco Vespe · Italia · 1:57,78                                                                                | Niccolo Beni · Italia · 1:57,92                                                                          |
| 200 m cuatro estilos (27.06)     | Oussama Mellouli Túnez 1:58,38                                                                                 | Romanos-Iasonas Alyfantis · Grecia · 1:59,89                                                                      | Alessio Boggiatto · Italia · 2:01,13                                                                     |
| 400 m cuatro estilos (29.06)     | Oussama Mellouli Túnez 4:10,53                                                                                 | Luca Marin · Italia · 4:13,38                                                                                     | Luca Angelo Dioli · Italia · 4:15,13                                                                     |
| 4 × 100 m libre (28.06)          | Francia Frédérick Bousquet William Meynard Amaury Lévaux Alain Bernard 3:12,03                                 | Italia · Alessandro Calvi · Marco Orsi · Gianluca Maglia · Christian Galenda · 3:13,78                            | Grecia · Ioannis Kalargaris · Andreas Zisimos · Apostolos Tsagkarakis · Aristeides Grigoriadis · 3:19,17 |
| 4 × 200 m libre (29.06)          | Italia · Emiliano Brembilla · Marco Belotti · Gianluca Maglia · Filippo Magnini · 7:09,44                      | Francia Jérémy Stravius Kévin Trannoy Sébastien Bodet Guillaume Strohmeyer 7:13,27                                | Grecia · Andreas Zisimos · Georgios Demetis · Christos Moutsos · Ioannis Giannoulis · 7:16,39            |
| 4 × 100 m cuatro estilos (01.07) | España · Aschwin Wildeboer Faber · Melquiades Álvarez · Álex Villaécija García · José Antonio Alonso · 3:34,22 | Grecia · Aristeides Grigoriadis · Romanos-Iasonas Alyfantis · Stefanos Dimitriadis · Ioannis Kalargaris · 3:34,71 | Italia · Enrico Catalano · Fabio Scozzoli · Rudy Goldin · Andrea Rolla · 3:35,55                         |

- (RM) - récord mundial

### Femenino
| Evento                           | Oro                                                                                             | Plata | Bronce |
| -------------------------------- | ----------------------------------------------------------------------------------------------- | --- | --- |
| 50 m libre (28.06)               | Malia Metella Francia 24,88                                                                     | Gigliola Tecchio · Italia · Cristina Chiuso · Italia · 25,56                                                   | |
| 100 m libre (29.06)              | Miroslava Najdanovski Serbia 55,09                                                              | Theodora Drakou · Grecia · 55,65                                                                               | María Fuster Martínez · España · 55,80                                                                                   |
| 200 m libre (30.06)              | Patricia Castro Ortega · España · 1:58,91                                                       | Ophélie-Cyrielle Étienne Francia 1:59,11                                                                       | Alice Carpanese · Italia · 2:00,67                                                                                       |
| 400 m libre (27.06)              | Federica Pellegrini · Italia · 4:00,41 RM                                                       | Coraly Balmy Francia 4:05,37                                                                                   | Érika Villaécija García · España · 4:08,85                                                                               |
| 800 m libre (30.06)              | Alessia Filippi · Italia · 8:20,78                                                              | Nina Cesar Eslovenia 8:31,26                                                                                   | Ophélie-Cyrielle Étienne Francia 8:32,28                                                                                 |
| 50 m espalda (27.06)             | Elena Gemo · Italia · 28,60                                                                     | Mercedes Peris Minguet · España · 28,64                                                                        | Sanja Jovanović · Croacia · 28,65                                                                                        |
| 100 m espalda (30.06)            | Alexianne Castel Francia 1:02,13                                                                | Duane Da Rocha · España · 1:02,30                                                                              | Aspasia Petradaki · Grecia · 1:02,48                                                                                     |
| 200 m espalda (28.06)            | Alessia Filippi · Italia · 2:08,03                                                              | Duane Da Rocha · España · 2:11,73                                                                              | Alexianne Castel Francia 2:12,43                                                                                         |
| 50 m braza (01.07)               | Anastasia Chrystoforou Chipre 31,12                                                             | Concepción Badillo Díaz · España · 31,14                                                                       | Roberta Panara · Italia · 31,19                                                                                          |
| 100 m braza (27.06)              | Roberta Panara · Italia · 1:08,47                                                               | Angeliki Exarchou · Grecia · 1:08,99                                                                           | Giulia Fabbri · Italia · 1:09,14                                                                                         |
| 200 m braza (29.06)              | Coralie Dobral Francia 2:26,41                                                                  | Chiara Boggiatto · Italia · 2:26,84                                                                            | Angeliki Exarchou · Grecia · 2:29,05                                                                                     |
| 50 m mariposa (30.06)            | Mélanie Henique Francia 26,37                                                                   | Cristina Maccagnola · Italia · 26,65                                                                           | Ángela San Juan Cisneros · España · 26,80                                                                                |
| 100 m mariposa (28.06)           | Francesca Segat · Italia · 59,13                                                                | Diane Bui Duyet Francia 59,24                                                                                  | Ángela San Juan Cisneros · España · 59,60                                                                                |
| 200 m mariposa (01.07)           | Caterina Giacchetti · Italia · 2:06,89                                                          | Mireia Belmonte García · España · 2:06,90                                                                      | Paola Cavallino · Italia · 2:10,19                                                                                       |
| 200 m cuatro estilos (27.06)     | Camille Muffat Francia 2:10,36                                                                  | Mireia Belmonte García · España · 2:13,07                                                                      | Anja Klinar Eslovenia 2:14,24                                                                                            |
| 400 m cuatro estilos (29.06)     | Anja Klinar Eslovenia 4:39,48                                                                   | Francesca Segat · Italia · 4:42,27                                                                             | Lara Grangeon Francia 4:43,54                                                                                            |
| 4 × 100 m libre (27.06)          | Italia · Erica Buratto · Laura Letrari · Giorgia Mancin · Federica Pellegrini · 3:40,63         | Francia Malia Metella Aurore Mongel Hanna Shcherba-Lorgeril Ophélie-Cyrielle Étienne 3:41,65                   | España · Laura Fernández Rodríguez · Patricia Castro Ortega · María Fuster Martínez · Ángela San Juan Cisneros · 3:43,48 |
| 4 × 200 m libre (30.06)          | Italia · Flavia Zoccari · Erica Buratto · Alice Carpanese · Alessia Filippi · 7:56,69           | Francia Lara Grangeon Margaux Fabre Ophélie-Cyrielle Étienne Sophie Huber 8:05,78                              | España · Patricia Castro Ortega · Arantxa Ramos Plasencia · Laura Fernández · Érika Villaécija García · 8:06,21          |
| 4 × 100 m cuatro estilos (01.07) | Italia · Valentina De Nardi · Roberta Panara · Caterina Giacchetti · Livia Travaglini · 4:04,57 | España · Duane Da Rocha · Concepción Badillo Díaz · Ángela San Juan Cisneros · María Fuster Martínez · 4:04,88 | Grecia · Aspasia Petradaki · Angeliki Exarchou · Panagiota Tsialta · Theodora Drakou · 4:06,38                           |

- (RM) - récord mundial

## Medallero
| Núm. | País      | Oro | Plata | Bronce | Total |
| ---- | --------- | --- | ----- | ------ | ----- |
| 1    | Italia    | 12  | 13    | 14     | 39    |
| 2    | Francia   | 9   | 9     | 4      | 22    |
| 3    | España    | 7   | 7     | 7      | 21    |
| 4    | Túnez     | 5   | 1     | 1      | 7     |
| 5    | Serbia    | 2   | 2     | 1      | 5     |
| 6    | Eslovenia | 1   | 2     | 2      | 5     |
| 7    | Croacia   | 1   | 0     | 1      | 2     |
| 8    | Chipre    | 1   | 0     | 0      | 1     |
| 9    | Grecia    | 0   | 5     | 6      | 11    |
| 10   | Argelia   | 0   | 0     | 1      | 1     |
|      | TOTAL     | 38  | 39    | 37     | 114   |

- Datos: Q1464084